# Gruppenadresse
Gruppenadressen sind spezielle Adressen z. B. in der Telekommunikation bzw. Netzwerktechnik oder sogar Elektrotechnik im Allgemeinen. Sie erlauben das Versenden von Daten an alle Mitglieder einer Gruppe. Sie sind meistens auf unterster Hardware-Ebene implementiert, um effizient arbeiten zu können. Gruppenadressen werden oft dynamisch (per Software/Konfiguration) zugewiesen. 

## Beispiel Broadcast
Aus dem Bereich der Computernetzwerke kann hier der Broadcast benannt werden. Dabei sendet ein Sender seine Daten nicht an eine bestimmte Netzwerk-Adresse (respektive IP-Adresse), sondern an eine Gruppenadresse, die Broadcastadresse. Somit wird u. a. sichergestellt, dass die Nachricht/Daten quasi parallel versendet werden und nicht sequentiell abgearbeitet werden.

## Beispiel Clustering
Eine Implementation auf höherer Ebene gibt es z. B. beim Clustering. Hier können z. B. mehrere Knoten einer Gruppe angehören, die eine Gruppenadresse hat, über die alle Mitglieder dieser Gruppe angesprochen werden können.

## Beispiel Elektrotechnik
Bei modernen Bussystemen in heutigen Elektrotechnischen Anlagen helfen Gruppenadressen, um z. B. alle Lampen in Halle XY anzuschalten oder bestimmte Muster in einer Leuchtdioden-Matrix zu aktivieren.